# The Complete Collection 1997-2005
The Complete Collection 1997-2005 er et opsamlingsalbum fra den danske band Swan Lee. Det blev udgivet i 2007. Albummet er et dobbeltalbum bestående af gruppens to tidligere udgivelser Enter (2001) og Swan Lee (2004), samt 14 numre der ikke var blevet udgivet før. Dette inkluderer bl.a. coverversioner af "Dansevise" (Grethe og Jørgen Ingmann) og "Blue Monday" (New Order) samt liveoptagelser fra både koncerter i Vega og på Roskilde Festival i 2004.

## Spor
Enter
1. "Flowers In The Wintertime" - 3:50
2. "Go On" - 4:07
3. "Enter" - 	3:45
4. "Stay Tonight" - 3:26
5. "Walk With Me" - 4:40
6. "Tomorrow Never Dies" - 4:15
7. "You Cannot Hide" - 4:23
8. "Dream Away" - 4:08
9. "Stay" - 3:43
10. "When You Are Gone" - 7:43
11. "Stay Tonight (Instrumental Bleeder Version)" - 2:09
12. "Neverending Land" - 	4:12
13. "Dansevise" - 3:03
14. "Blue Monday" - 5:01
15. "Flowers In The Wintertime (Live Vega 2004)" - 4:07
16. "Enter (Live Vega 2004)" - 4:34
17. "Tomorrow Never Dies (Danish Music Awards 2002 Version)" - 4:16
18. "In Your Life (Acoustic)" - 2:25

Swan Lee
1. "Bring Me Back" - 5:14
2. "Love Will Keep You Warm" - 3:40
3. "I Don't Mind" - 4:02
4. "What Is Love?" - 3:34
5. "What You Get... Is What You See" - 3:44
6. "Don't Take My Love" - 3:36
7. "Find My Way Home" - 4:03
8. "Perfume" - 3:45
9. "In Your Life" - 2:45
10. "Lord Knows, I Can Be Strong" - 3:47
11. "Peace Of Mind	5:36
12. "Din Gamle Blå" - Frakke" - 3:54
13. "Love Will Keep You Warm (Live Roskilde 2004)" - 4:28
14. "Lord Knows, I Can Be Strong (Live Roskilde 2004)" - 3:59
15. "What You Get... Is What You See (Live Roskilde 2004)" - 3:47
16. "I Don't Mind ('We Don't Care' Bootleg Mix)" - 4:34
17. "In Your Life (Remix)" - 4:15
18. "Don't Take My Love (Buda 2007 Remix)" - 3:13